# Esperantomuseum & Collectie Kunstmatige Talen
Het Esperantomuseum van de Österreichische Nationalbibliothek is een van de oudste taalmusea ter wereld en een van de belangrijkste instellingen in zijn soort. Sinds de oprichting in 1927 beschikt het museum over een uitgebreide bibliotheek, die in 1990 de naam Collectie voor Geplande Talen kreeg. Meer dan 90 jaar van voortdurend verzamelen heeft geleid tot de grootste gespecialiseerde bibliotheek ter wereld voor Esperanto, geplande talen en interlinguïstiek.

## Geschiedenis
Het Esperantomuseum werd in 1927 opgericht door Hugo Steiner als een vereniging en in 1928 onder de naam Internationaal Esperanto-Museum opgenomen in de Nationale Bibliotheek. Volgens Hugo Steiner ontstond het idee voor de oprichting van een Esperantomuseum tijdens het 19e Esperanto-Wereldcongres in Danzig in 1927 en gaat het terug naar Felix Zamenhof, een broer van Ludwik Zamenhof. Na de annexatie van Oostenrijk moest de collectie in 1938 worden gesloten, waarna de heropening in 1947 plaatsvond in de Michaelertrakt van de Hofburg. In 2005 verhuisden het Esperantomuseum en de Collectie voor Geplande Talen naar Paleis Mollard-Clary aan de Herrengasse 9 in Wenen.

## De Collectie
De Collectie voor Geplande Talen, met meer dan 150.000 media-items, is de grootste gespecialiseerde bibliotheek ter wereld voor interlinguïstiek en documenteert ongeveer 500 verschillende geplande talen (of projecten), waaronder Volapük, Ido, Interlingue (Occidental) en Interlingua. De collectie bevat ongeveer 45.000 bibliotheekbanden, 30.000 brieven en manuscripten, 22.000 foto's, 4.500 verschillende tijdschrifttitels, 3.500 museumobjecten, 1.800 posters, 1.700 audiovisuele media en 80 archieven van persoonlijke en institutionele herkomst. Tot de collectie behoren onder andere werken van Marjorie Boulton, Kálmán Kalocsay, Juan Régulo Pérez, Manuel de Seabra, Eugen Wüster, Ludwik Zamenhof, evenals het archief van de Universala Esperanto-Asocio. De bestanden zijn online doorzoekbaar in de catalogi QuickSearch en ÖNB Digital, met meer dan 45.000 catalogusinvoer die directe links naar gedigitaliseerde documenten bevatten.

## De Tentoonstelling

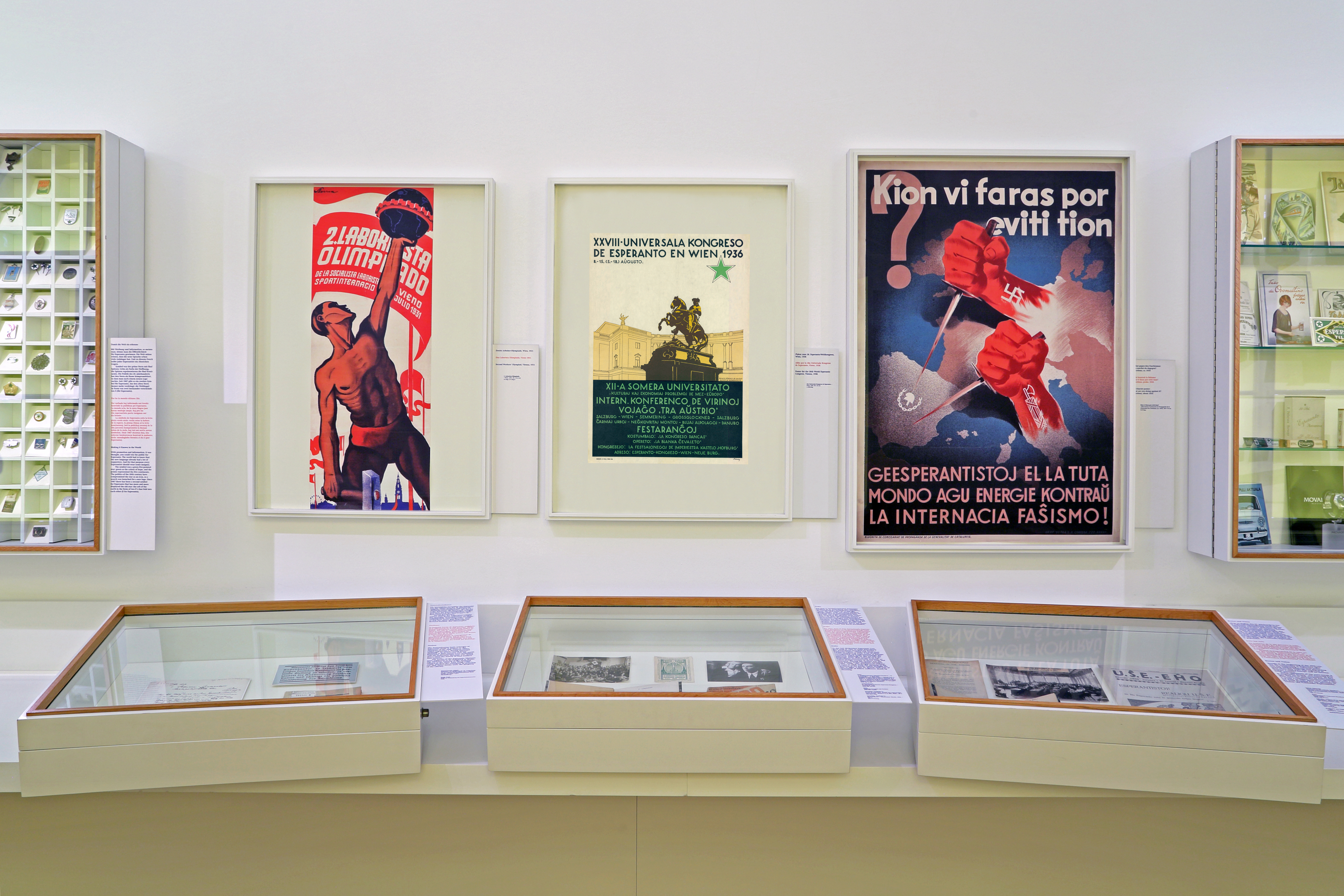
Expositie in het Esperantomuseum

De multimediale permanente tentoonstelling belicht de bewogen geschiedenis van Esperanto, vanaf de publicatie van het Unua Libro in 1887, via de snelle verspreiding vóór de Eerste Wereldoorlog en de vervolgingen tijdens het nationaalsocialisme, tot het hedendaagse gebruik van de taal. Dat Esperanto in de literatuur tot op heden vooruitgang blijft boeken, blijkt onder andere uit de originele Esperantoliteratuur van Gyula Baghy, William Auld en Spomenka Štimec, waarvan de werken in meerdere talen zijn vertaald. Via interactieve mediastations worden ook andere geplande talen gepresenteerd, zoals de mystieke Lingua Ignota van Hildegard van Bingen, de muzikale taal Solresol en het Klingon uit de televisieserie Star Trek.